# Enrique Ávalos
Rafael Enrique Ávalos (1922) è stato un calciatore paraguaiano, di ruolo attaccante.

## Carriera

### Club
Ha giocato nella prima divisione paraguaiana e, nell'epoca dell'El Dorado, anche il quella colombiana.

### Nazionale
Prese parte con la nazionale paraguaiana ai Mondiali del 1950.